# Tomasz Konfederak
Tomasz Cezary Konfederak (pseudonim Konfi, ur. 6 maja 1968 w Gdyni) – polski muzyk i dziennikarz muzyczny, gitarzysta, kompozytor, producent, menadżer i członek Akademii Fonograficznej "Fryderyk", który ogólnopolską popularność zdobył jako lider zespołu popowego Ha-Dwa-O!.

## Życiorys

### Wykształcenie
Absolwent Uniwersytetu Gdańskiego na Wydziale Nauk Społecznych i Podyplomowego Studium Dziennikarstwa powstałego z inicjatywy prof. Wiktora Peplińskiego tamże.

### Działalność dziennikarska i pozamuzyczna
W latach 1996–2001 pracował jako dziennikarz muzyczny w wydawnictwie należącym do gitarzysty zespołu Niebiesko-Czarni Janusza Popławskiego, Professional Music Press (wydawca pism o charakterze branżowym: „Gitara i Bas”, „Świat gitary klasycznej i akustycznej”, „Gazeta Muzyczna”), na stanowisku Szefa Działu Fonograficznego i Redaktora.
W roku 2005 był merytorycznym współtwórcą Magazynu Muzyków „TopGuitar”, przez kolejnych siedem lat piastując w nim stanowisko zastępcy redaktora naczelnego i szefa działu polskiego. Prowadził także dział recenzji w magazynie „TopDrummer”.
W 2012 roku został managerem ds. artystycznych w gdańskiej Strefie Kibica UEFA Euro 2012.
Od tego samego roku jest współpracownikiem life-stylowego magazynu „Dolce Vita”, w którym odpowiada za dział muzyczny, obejmujący wywiady z gwiazdami i aktualności płytowe.
Od 18 stycznia 2017 roku jest komandytariuszem postprodukcyjnej firmy telewizyjnej Project Film Creations.

### Ha-Dwa-O!
W 1999 roku wraz z Moniką Wierzbicką, aktorką Teatru „Syrena” w Warszawie, założył duet Ha-Dwa-O!, podpisując kontrakt płytowy z wytwórnią Sony Entertainment Music Poland. Duet zadebiutował w maju 2000 roku piosenką "Zatrzymaj mnie", będącą zapowiedzią płyty "Początek", która ukazała się miesiąc później. Piosenka okazała się spektakularnym sukcesem, dzięki czemu zespół zdobył ogólnopolską popularność.
Duet regularnie koncertował po całym kraju i brał udział w wielu programach i koncertach telewizyjnych, m.in. w koncercie „Dance ma sens” w kieleckim amfiteatrze „Kadzielnia”.
Kolejny, balladowy singiel "Sen o samotności"  nie był już tak dużym sukcesem jak poprzedni, ale teledysk cieszył się sporą popularnością w MTV Polska oraz VIVA Polska.

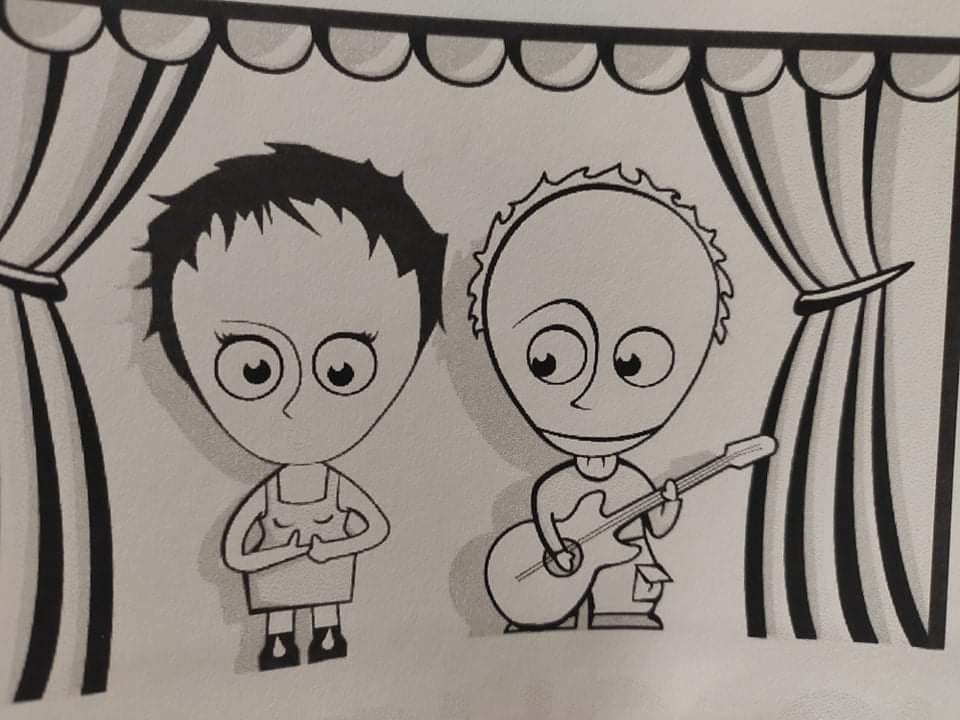
Ha-Dwa-O! w karykaturze (Konfederak po prawej)

W przeciwieństwie do poprzedniego singla, sukcesem okazała się piosenka świąteczna "Magia Świąt", wydana w tym samym roku, która w krótkim czasie podbiła wszystkie listy przebojów w Polsce, stając się niekwestionowanym hitem christmasowym 2000 roku.
Płyta „Początek” otrzymała nominację do nagrody Fryderyki w kategorii "Album Roku – dance, techno, elektronika" za rok 2000, dwie nominacje do plebiscytu "Superjedynki", w kategoriach: "debiut" i "muzyka taneczna” oraz wyróżnienie polskich DJ-ów: Ha-Dwa-O! najlepszy debiut roku; utwór "Zatrzymaj mnie" hit lata 2000.

W 2001 roku na rynku pojawił się drugi album zespołu „O kobietach, o facetach”. Pochodzący z niej pierwszy singiel "Słowa" był głównie emitowany w stacjach telewizyjnych: MTV Polska oraz VIVA Polska.

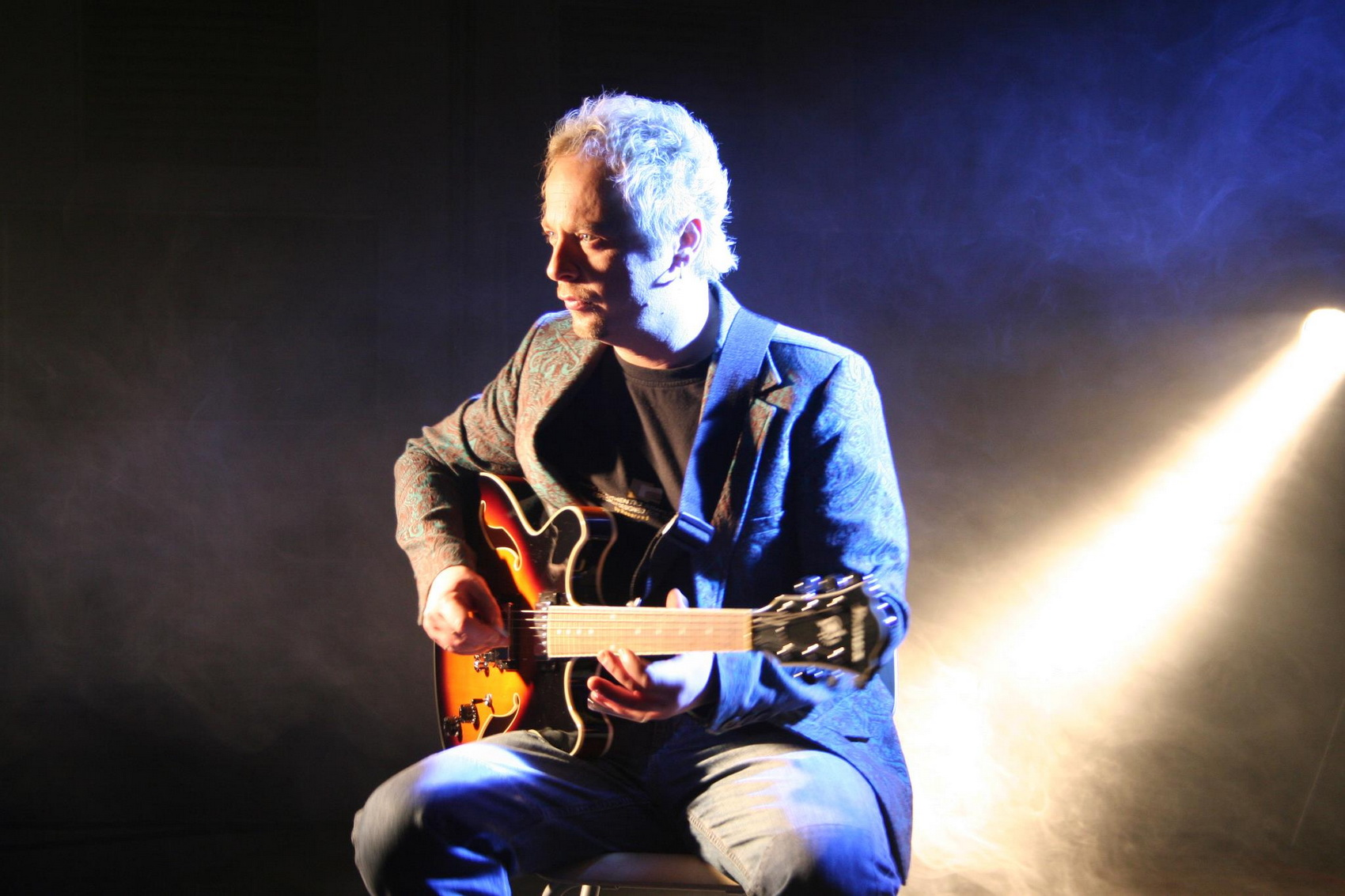
Tomasz Konfederak na planie zdjęciowym do teledysku Popatrz na mnie zespołu Ha-Dwa-O! (2006)

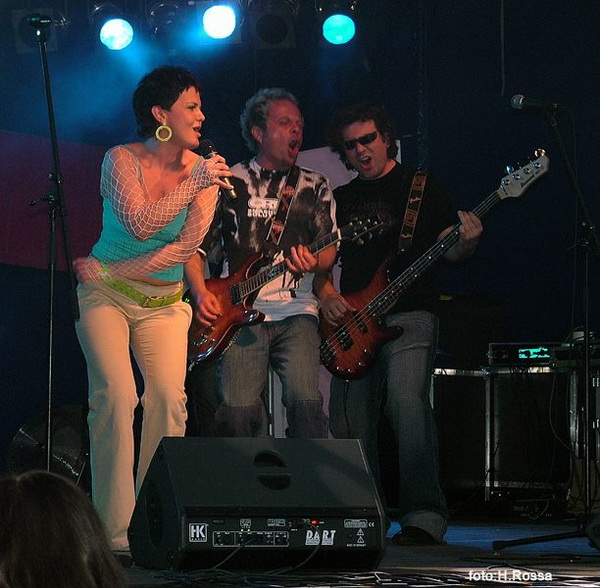
Występ zespołu Ha-Dwa-O! podczas preselekcji do Eurowizji - Piosenka dla Europy 2006 (Konfi pośrodku)

Po odejściu z zespołu wokalistki Moniki Wierzbickiej, jej miejsce zajęła 16-letnia wówczas Ola Zduniak. Zespół nagrał trzeci album „Pozytywnie”, z którego uznaniem cieszyły się single: "Tylko bądź" oraz "Oszukam czas". Grupa wystąpiła w Krajowych Eliminacjach do Eurowizji 2003 roku wykonując piosenkę "Tylko bądź". Pomimo sporego zainteresowania płytą współpraca z Olą Zduniak trwała krótko, tym samym kończąc kontrakt płytowy z wytwórnią Sony Music Entertainment Polska.
Poszukiwania kolejnej wokalistki zaowocowały współpracą z dwukrotną laureatką programu „Szansa na sukces”, Weroniką Korthals oraz poszukiwaniem nowej stylistyki muzycznej. Pierwszy koncert z Weroniką miał miejsce 11 stycznia 2004 roku w Londynie, w Acton Town Hall (podczas Wielkiej Orkiestry Świątecznej Pomocy.
Konfederak postanowił skierować się w stronę już nie, jak dotychczas, dance-popowego stylu a bardziej pop-rockowego grania. W efekcie powstał czwarty album zatytułowany „Cud”, którego wydawcą została wytwórnia Soliton z Sopotu.
Single: tytułowy "Cud" oraz "Popatrz na mnie" odbiły się szerokim echem w Polsce, co pozwoliło grupie wziąć udział w koncercie „Premier” w ramach 42. Krajowego Festiwalu Piosenki Polskiej w Opolu, wykonując piosenkę "Cud" oraz po raz drugi wystąpić na Krajowych Preselekcjach do Eurowizji 2006 "Piosenka dla Europy", wykonując "Popatrz na mnie".  W 2008 roku Konfederak postanowił zawiesić działalność grupy, nigdy nie ogłaszając jej zakończenia. 

### Dalsza działalność muzyczna
Współpracował z wokalistką o pseudonimie Soiree oraz z wokalistą Sławkiem Bieńkiem, z którym zdołał wylansować takie piosenki jak: "Samotna", "To znowu ja" oraz świąteczną "Otwórz drzwi". Piosenki te z dużym powodzeniem emitowane były przez Radio Zet..
W 2013 roku rozpoczął współpracę z firmą New Line Music, której właścicielem jest wieloletni menadżer zespołu Ha-Dwa-O! Przemysław Kuśmierski. Pełniąc rolę dyrektora artystyczno-repertuarowego wypromował zespół Kreuzberg, doprowadzając do wydania ich debiutanckiej płyty „Papierowy król”.
Wraz z Adamem Drywą założył firmę Konfederak Management w gdyńskim Rainbow Studio, gdzie rozpoczął pracę nad drugim albumem wokalisty Piotra Salaty (wyd. Universal Music Polska), a także debiutanckim albumem wokalistki i gitarzystki Kasi Popowskiej. Firma zajmuje się promocją artystów.
Kolejnym krokiem, w tym samym roku, była współpraca z wokalistką i gitarzystką Kasią Popowską. Piosenka skomponowana przez Konfederaka "Przyjdzie taki dzień" dała jej ogólnopolski rozgłos. Utwór ten do dziś pozostaje jej największym hitem.

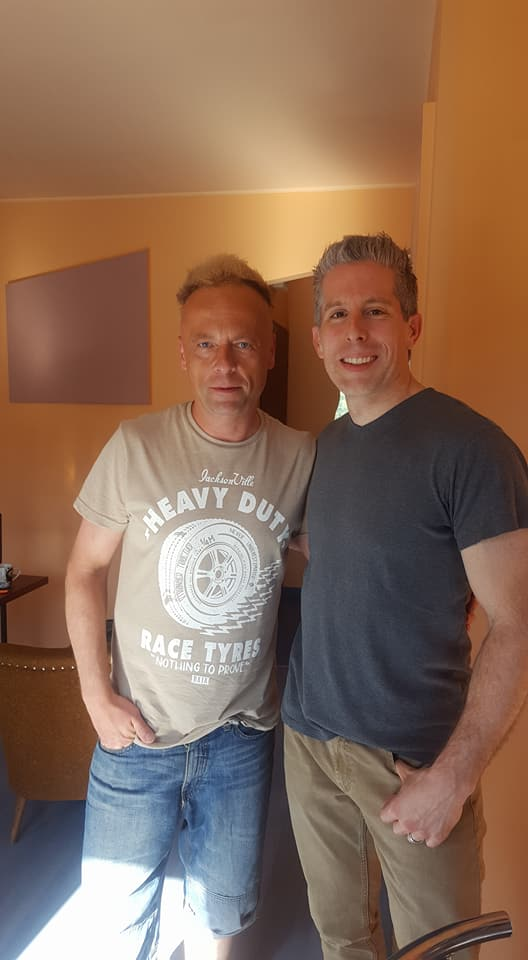
Tomasz Konfederak wraz z producentem i inżynierem dźwięku Joshem Harrisem (2017)

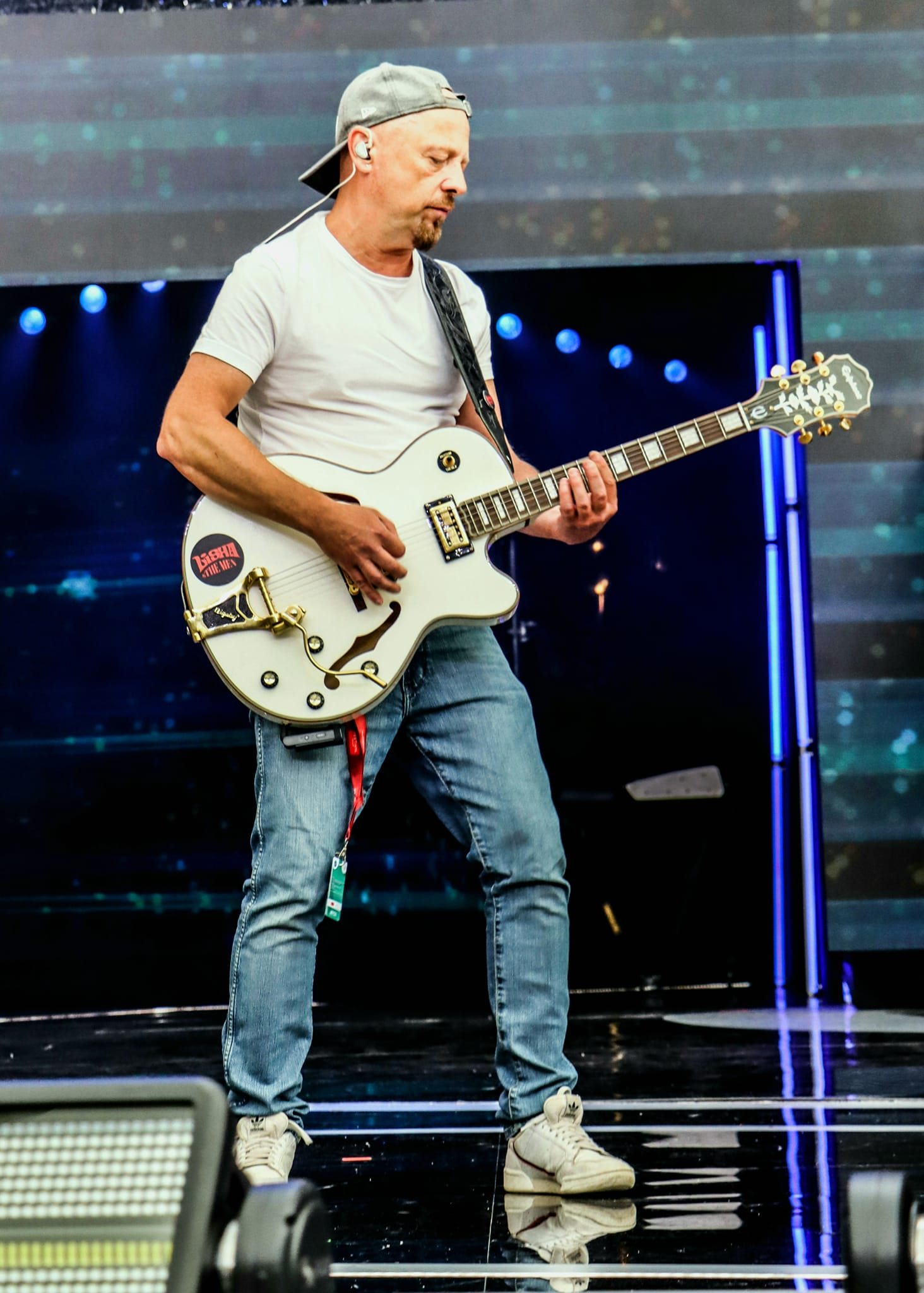
Konfi podczas próby zespołu LISHA & THE MEN do występu Top Of The Top Sopot Festiwal (2023)

W tym samym roku Konfederak nawiązał współpracę z alternatywną wokalistką Sarsą. Debiutancki singiel Naucz mnie autorstwa Konfederak-Sarsa podbił wszystkie listy przebojów, uzyskując status Diamentowej Płyty. Kolejne single: "Indiana" i "Zapomnij mi", pokryły się Złotem. Natomiast debiutancki album „Zapomnij mi” uzyskał status Platynowej Płyty. Żadna z dotychczasowym piosenek wokalistki nie cieszyła się tak dużą popularnością jak "Naucz mnie".

Tomasz Konfederak podczas sesji zdjęciowej do magazynu TopStudio (2018)

Następnie Konfederak nawiązał wspólpracę z wokalistką Siostrą Janiną (Anna Kaczmarzyk), siostrą zakonną należącą do Zgromadzenia Sióstr Służebniczek NMP NP. W rezultacie tej współpracy, rozpoczętej w 2018 roku, nakładem Agencji Muzycznej Polskiego Radia ukazał się album zatytułowany „Zajmij się mną”, na którym znalazło się 10 piosenek utrzymanych w stylistyce, pop, folk, rhythm’n’ blues, country i bluegrass. Produkcją płyty zajął się Josh Harris, amerykański producent i inżynier dźwięku, z którym już wcześniej znał się Konfederak. Tytułowy singiel "Zajmij się mną" wywołał olbrzymie poruszenie w środowisku ekumenicznym, a sama płyta w 2020 przez 6 tygodni (4 czerwca, 13 sierpnia, 20 sierpnia, 27 sierpnia, 3 września, 10 września utrzymywała się na liście sprzedaży OLiS. Pomimo sukcesu projekt nie przetrwał próby czasu.
Współpraca z Sebastianem Płatkiem, właścicielem i redaktorem naczelnym netfan.pl, pozwoliła na pracę pod wspólnym szyldem „Kids & Teens Records”. Pod skrzydłami wytwórni Kids & Teens Records pojawiły się piosenki autorstwa i współautorstwa Konfederaka, m.in.: "Przyjaźni moc" i "Twój rytm" Szymona Tokarskiego.
W 2018 znalazł się na okładce „TopStudio” (Nr. 5, wyd. 90) – insertu prestiżowego Magazynu Gitarzystów „TopGuitar”.
W tym samym roku Konfederak zrealizował sesję nagraniową z uczestnikami i finalistami talent show „The Voice Kids”. Wynikiem tej współpracy, trzy lata później, była płyta dla dzieci zatytułowana „Plater i jej Zwierzaki” wydana nakładem firmy Soliton. Kolejno album promowały single: "Do góry pazury" oraz "Mikołaj daje, nic nie dostaje".
W 2022 wraz z aktorką Joanną Liszowską (Lisha) oraz Piotrem Mikołajczakiem (Miki) założył popowy zespół Lisha & The Men.
W tym samym roku Konfederak znalazł się na 29 miejscu w rankingu znanych osób związanych z Gdynią – sportowcy, biznesmeni i artyści. Czym się zasłużyli dla miasta ogłoszonego przez Dziennik Bałtycki.
W 2023 roku zespół Lisha & The Men zadebiutował podczas „Top Of The Top Sopot Festiwal” wykonując piosenkę „Zatańcz”. W tym samym roku grupa zaprezentowała świąteczny utwór „W ten jedyny czas”, po czym pojawiła się na imprezie „Sylwester z Dwójką”, prezentując mushup „Rolling In The Deep/Sweet Dreams” (Adele/Eurythmics) oraz piosenkę „Zatańcz” w remiksie Josha Harrisa.
W 2024 gitarzyści zespołu Lisha & The Men, Tomek „Konfi” Konfederak i Piotr „Miki” Mikołajczak udzielili wywiadów do prestiżowych, branżowych portali Internetowych topguitar.pl oraz muzyk.net.

## Życie prywatne
Ze związku z Magdą Żelezik ma córkę Weronikę, mieszkającą w Szwecji. W latach 2008-12 był mężem Soni Neumann, ówczesnej redaktorki naczelnej magazynu "Bravo", autorki książki "Maja.blog.pl". Ma brata Marcina mieszkającego w Cardiff.

## Nagrody i wyróżnienia
Jest członkiem Akademii Fonograficznej „Fryderyk”.

### Z zespołem Ha-Dwa-O!
- nominacja do nagrody Fryderyki w kategorii "Album Roku – "dance, techno, elektronika" za rok 2000[14]
- dwie nominacje do plebiscytu "Superjedynki", w kategoriach: "debiut" i "muzyka taneczna"[15]
- wyróżnienie polskich DJ-ów: Ha-Dwa-O! najlepszy debiut roku; utwór "Zatrzymaj mnie" hit lata 2000[16]

### Z Sarsą
- Diamentowa Płyta za piosenkę Naucz mnie[30]
- Złota Płyta za piosenkę Indiana[31]
- Złota Płyta za piosenkę Zapomnij mi[31]
- Platynowa Płyta za album „Zapomnij mi”[32]

## Dyskografia

### Ha-Dwa-O!
- 2000: „Początek” (Sony Music Entertainment Polska)
- 2001: „O kobietach, o facetach” (Sony Music Entertainment Polska)
- 2003: „Pozytywnie” (Sony Music Entertainment Polska)
- 2006: „Cud” (Soliton)

#### Wybrane albumy-kompilacje
- 2000: „Naj … - Gorące Przeboje w 72 minuty” – Zatrzymaj mnie
- 2000: „www.megatop_2000.pl” – Zatrzymaj mnie (Izabelin Studio)[57]
- 2001 –„Nominacje Fryderyk 2000” – Zatrzymaj mnie (Sony Music Entertainment Polska)[58]
- 2001: „Big Brother 2: Polskie Hity 2001” – Ty i ja (BMG Poland)[59]
- 2001: „Smerfne hity 9” – Piosenka Smerfetki (Pomaton EMI)[60]
- 2002: „Nasza lista marzeń 6” – Słowa
- 2003: „Superjedynki” – Tylko bądź (Sony Music Polska)
- 2017: „Marek Sierocki przedstawia: I Love Christmas” – Magia Świąt (Sony Music Entertainment Polska)[61]

#### Soundtracki
- 2000: „Ratunku, jestem rybką” – Czy wierzysz w magię (BMG Poland)[62]
- 2003: „Show” – Wciąż oddycham (Sony Music Entertainment Polska)[63]

### Sławek Bieniek: wybrane albumy kompilacyjne
- 2009: „Siła muzyki jesień 2009” – Samotna
- 2009: „Heartbeat Collection Vol. 1” – Samotna
- 2010: „Heartbeat Collcetion Vol. 2” – To znowu ja"
- 2010: „Kolor kobiety” – Samotna (Magic Records)[64]
- 2014: „Marek Sierocki przedstawia: I Love Christmas vol. 2” – Otwórz drzwi (Sony Music Entertainment Polska)[65]

### Weronika Korthals
2011: „Velevetka” (Agencja Muzyczna Polskiego Radia)

### Kasia Popowska
2014: „Tlen” (Universal Music Polska)

### Sarsa
2015: „Zapomnij mi” (Universal Music Polska)

### Siostra Janina
2019: „Zajmij się mną” (Agencja Muzyczna Polskiego Radia)

### Eryk Waszczuk
2020: „Start.Rec” (Soliton)

### Plater i jej Zwierzaki
2021: „Plater i jej Zwierzaki” (Soliton)